# إنغريد أندريس
إنغريد أندريس هو مغني أمريكي ولد في 21 سبتمبر 1991.

## وصلات خارجية
- إنغريد أندريس على موقع ميوزك برينز (الإنجليزية)
- إنغريد أندريس على موقع أول ميوزيك (الإنجليزية)
- إنغريد أندريس على موقع ديسكوغز (الإنجليزية)